# Virtasaari (ö i Norra Savolax, Norra Savolax, lat 63,43, long 26,32)
Virtasaari är en ö i Finland. Den ligger i sjön Kolunjärvi och i kommunen Pielavesi i den ekonomiska regionen  Övre Savolax ekonomiska region  och landskapet Norra Savolax, i den centrala delen av landet, 400 km norr om huvudstaden Helsingfors. Öns area är 1,7 hektar och dess största längd är 280 meter i sydöst-nordvästlig riktning.